# Nir (Einheit)
Nir war ein Längenmaß in Persien und entsprach in der Antike der Elle.
- 1 Nir = 0,533 bis 0,548 Meter